# Scorpaena scrofa
Scorpaena scrofa (también denominado escórpora, escorpena, cabracho,  escorpión rojo, gallineta, rascasote, rascasa, rascacio y cantarero)  es un pez de la familia scorpaenidae de color rojo y cubierto de espinas. Los radios espinosos están conectados a glándulas venenosas que pueden provocar un gran dolor, inflamación e incluso fiebre. Su peso puede llegar hasta casi los 3 kg pero son raros los ejemplares de más de 1,5-2 kg. Normalmente se encuentra a profundidades desde los 10 a los 500 m, aunque es posible encontrarlos con poca agua semienterrados en la arena.

## Características
Durante el día permanecen aletargados en grietas rocosas, y por la noche salen de sus escondrijos para buscar comida, se quedan inmóviles y gracias a su camuflaje consiguen capturar pequeños peces y crustáceos. Su piel se cubre de algas y aproximadamente cada dos semanas realizan una muda de la misma.

## Usos
En la gastronomía es un pez muy valorado, de alta calidad.
En Cataluña se prepara cocido con patatas, en un famoso plato que se conoce con el nombre de «suquet de peix».
Es común hacer un pastel de este pez, conocido como pastel de cabracho.
En Málaga se usa para hacer un guiso de patatas llamado emblanco.
En las zonas de Cartagena y Mar Menor, es uno de los principales pescados que se utilizan para elaborar el típico caldero del Mar Menor.
En Asturias se utiliza para un paté típico, el pastel de cabracho.

## Galería de imágenes

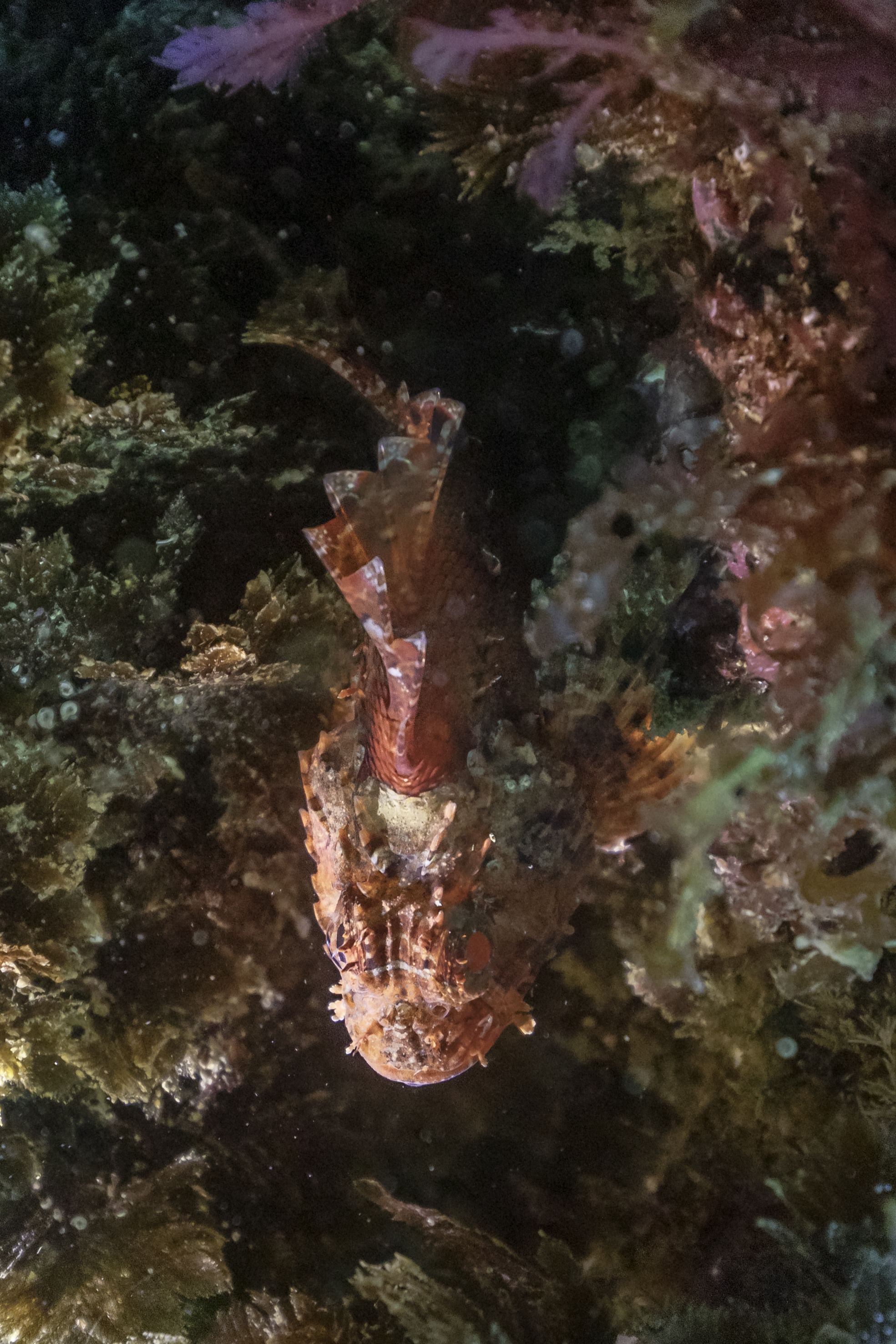
Scorpaena scrofa en la costa de Portugal.
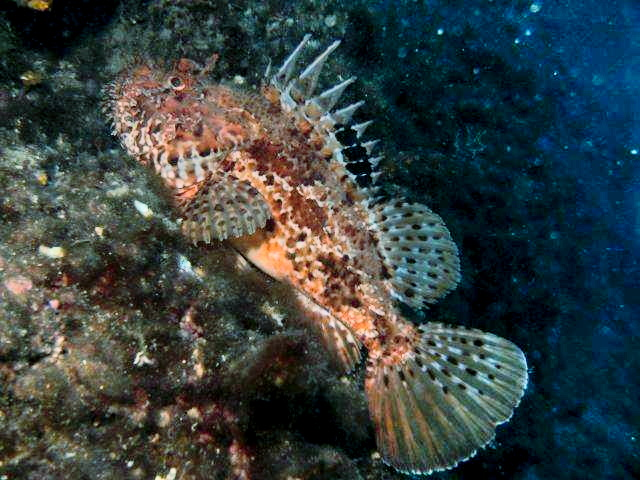
Cabracho en las costas de Francia.
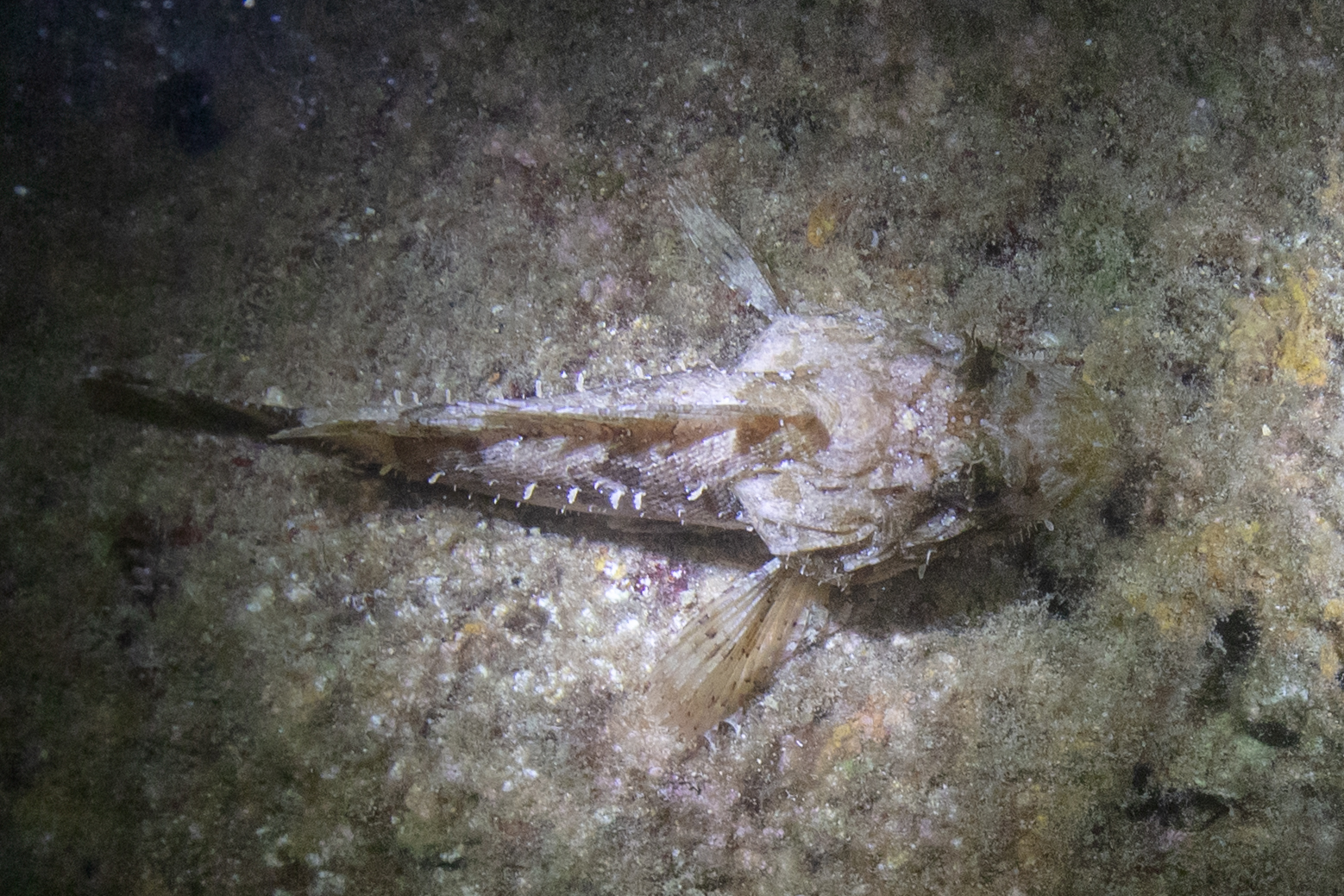
Ejemplar en Malta.
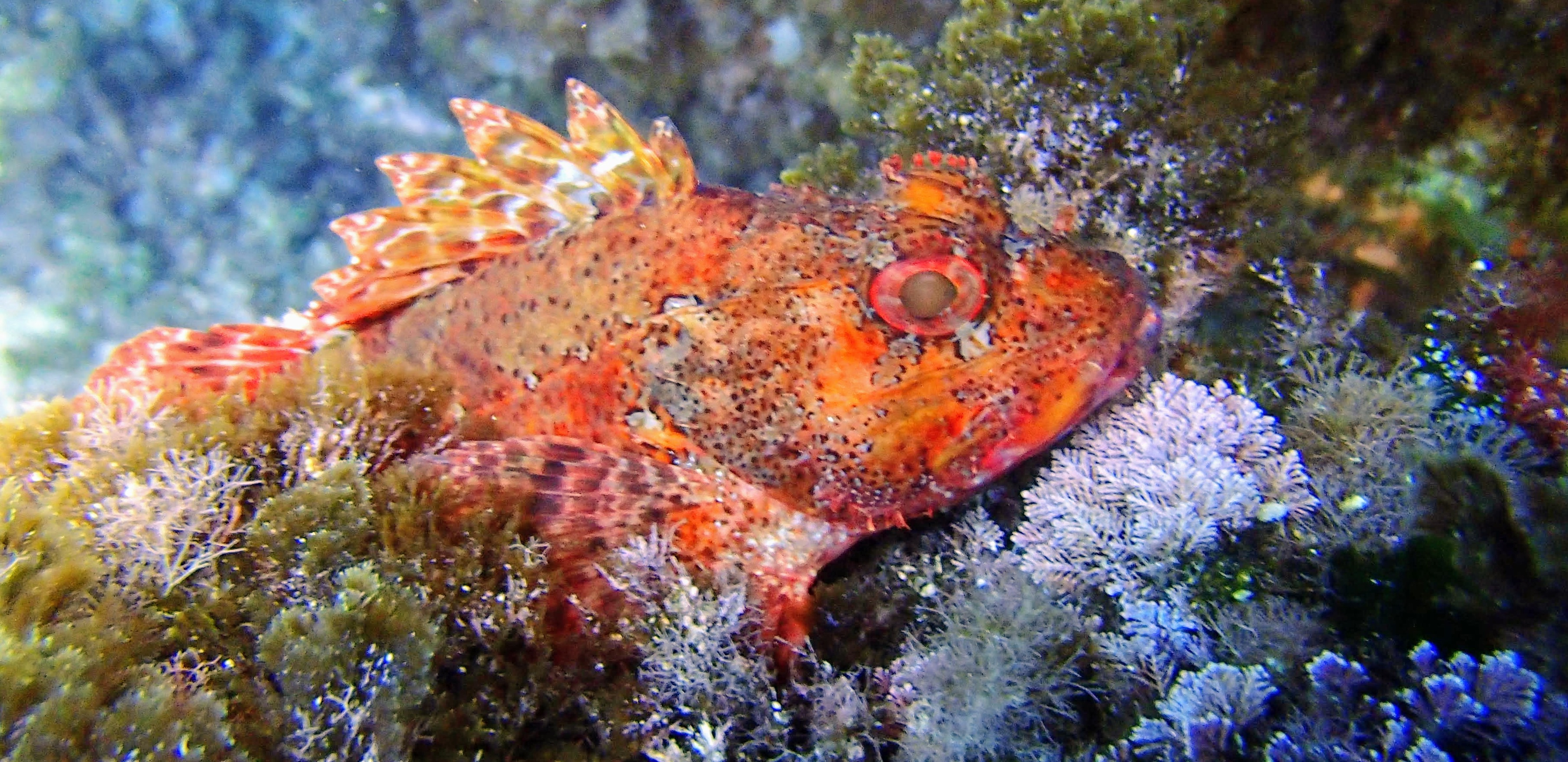
En las costas italianas.